# Quadrangle de Metis Mons
Le quadrangle de Metis Mons (littéralement : quadrangle du mont Métis), aussi identifié par le code USGS V-6, est une région cartographique en quadrangle sur Vénus. Elle est définie par des latitudes comprises entre 50° et 75° N et des longitudes comprises entre 240° et 300° E,. Il tire son nom du mont Métis.